# Totsukawa (Nara)
Totsukawa (十津川村 Totsukawa-mura?) es una villa localizada en la prefectura de Nara, Japón. En julio de 2019 tenía una población estimada de 3.172 habitantes y una densidad de población de 4,72 personas por km². Su área total es de 672,38 km².

## Geografía

### Localidades circundantes
- Prefectura de Nara
  - Gojō
  - Kamikitayama
  - Shimokitayama
  - Nosegawa
- Prefectura de Mie
  - Kumano
- Prefectura de Wakayama
  - Shingū
  - Tanabe
  - Kitayama

## Demografía
Según datos del censo japonés, la población de Totsukawa ha disminuido en los últimos años.
| Año del censo | Población |
| ------------- | --------- |
| 1995          | 5.202     |
| 2000          | 4.854     |
| 2005          | 4.390     |
| 2010          | 4.107     |
| 2015          | 3.508     |